# Chrysosoma loriseta
Chrysosoma loriseta är en tvåvingeart som beskrevs av Octave Parent 1934. Chrysosoma loriseta ingår i släktet Chrysosoma och familjen styltflugor. Inga underarter finns listade i Catalogue of Life.